# Uril-Sidemi-Kultur
Bei der Uril-Sidemi-Kultur handelt es sich um eine eisenzeitliche Kultur ganz im Osten von Sibirien. Sie ist vorwiegend in dem Gebiet um den Amur belegt, vor allem am mittleren und unteren Flussverlauf. Sie ist benannt nach zwei Fundorten, Uril und Sidemi, bei denen diese Kultur zuerst in den 1960er-Jahren entdeckt wurde. 
Die Wirtschaftsgrundlage war wahrscheinlich Viehzucht, vor allem Rind und Schwein. Fischfang und die Jagd auf Wildtiere scheinen ebenfalls eine Rolle gespielt zu haben. Ackerbau ist dagegen bisher nicht mit Sicherheit bezeugt. Die Eisenverarbeitung war bekannt.
Die Leute der Uril-Sidemi-Kultur lebten in kleinen Dörfern mit 20 zu bis 50 Häusern. Bei den Wohnbauten handelt es sich entweder um runde Hütten oder seltener um quadratische oder rechteckige Bauten, deren Ecken jedoch abgerundet waren. Die Häuser waren meist in die Erde eingelassen. Es fanden sich Pfostenlöcher an der Außenseite entlang, aber auch innerhalb der Häuser, was andeutet, dass diese in mehrere Einheiten unterteilt waren. Meist fanden sich mehrere Feuerstellen in einem Haus. In den Häusern gab es meist auch mehrere Gruben. Friedhöfe sind bisher nicht bekannt.
Die meisten Waffen und Werkzeuge sind aus Stein gearbeitet. Es gibt steinerne Speer- und Pfeilspitzen, Klopfsteine, Beile, Hämmer und Stößel. Schmuck, wie Ringe und Perlen, ist ebenfalls aus Stein gefertigt. Knochen ist als Material auch bezeugt. Hier sind vor allem Kämme und Bohrer zu nennen. Eisen kommt in Vergleich dazu eher selten vor; Messer und beilartige Werkzeuge sind aus diesem Material gearbeitet.
Die Keramik hat flache Böden. Es finden sich vor allem Gefäße mit rundem Bauch. Einige von ihnen haben einen abgesetzten zylinderförmigen Hals. Es gibt zylinderförmige Gefäße und Schalen. Die Keramik ist sparsam dekoriert. Es finden sich Leisten, vor allem um den Hals der Gefäße, daneben gibt es auch eingeritzte geometrische Muster, wie Zickzack- und Wellenbänder.
Die genaue chronologische Einordnung der Uril-Sidemi-Kultur bereitet Schwierigkeiten. Es gibt bisher (Stand 2006) keine C-14-Daten, die hier Gewissheit bringen könnten. Auch gibt es keine Verknüpfungen im Fundgut mit anderen, sicher datierbaren Kulturen in Sibirien. Im Gebiet des Amur fing die Bronzezeit relativ spät an. Das Metall ist erst seit der Mitte des zweiten vorchristlichen Jahrtausend in dieser Region mit der Evoron-Kultur bezeugt. Im Gegensatz dazu scheint Eisen hier schon vergleichsweise früh bearbeitet worden zu sein und lässt sich ab etwa 1000 v. Chr. belegen. Ab der Mitte des ersten vorchristlichen Jahrtausends ist in der Amurregion die Pol'ce-Kultur bezeugt. Das Ende der einen und der genaue Beginn der neuen Kultur sind jedoch nur schwer einzuschätzen.